# Eberhardtia
Genre
Classification phylogénétique
Eberhardtia est un genre de plantes à fleurs de la famille des Sapotaceae originaire d'Asie du Sud-Est.

## Liste d'espèces
Ce genre compterait trois espèces.
- Eberhardtia aurata
- Eberhardtia krempfii
- Eberhardtia tonkinensis Lecomte

## Description
Ce sont des arbres.

## Répartition
Asie du Sud-Est.